# Aethes pemeantensis
Aethes pemeantensis es una especie de polilla del género Aethes, categorizada en la tribu Cochylini, de la subfamilia Tortricinae.

## Distribución
Se distribuye por Francia.

## Taxonomía
Fue descrita por Gibeaux en 1985 y publicada en (Aethes), Ent. Gall. 1: 350.